# 노부나가의 셰프
《노부나가의 셰프》(일본어: 信長のシェフ)는 원작:니시무라 미츠루, 작화:카지카와 타쿠로에 의한 일본의 만화 작품이다.
호분샤 〈주간 만화 TIMES〉에서, 2011년 3월 18일호부터 부정기 연재 중이다.

## 개요
요리사 켄은, 센고쿠 시대로 타임 슬립 해, 기억을 잃어 버린다. 간첩으로 생각되어 찔려 죽을뻔해, 강에 뛰어들어 도망쳤다.
강을 흐르고 있던 거의 죽을 지경의 켄을 도운 것은, 나츠라고 하는 여성 도공.
자신의 과거도, 현대인이였던 것도 생각해 낼 수 없는 켄이지만, 요리의 기법이나 요리에 관련하는 기억만은 남아 있었다. 아직, 장어구이 밖에 조리법이 없는 뱀장어를 시라야키로 만든다.
교노미야코(교토)에서 유명해진 켄을, 오다 노부나가는 자신의 전속 요리사로 내세워, 수많은 난제를 분부한다. 재료도 조미료도 없는 가운데, 켄은 스스로 궁리하여 극복한다.

## 등장인물
켄
현대(헤이세이)에서 센고쿠 시대로 타임 슬립한 서양 요리의 요리사로 추측되는 남성.
나츠
여성 도공.
카에데
노부나가군의 쿠노이치. 3권부터 등장.
이노우에 쿄노스케

요코
켄과 마찬가지로 현대 사회에서 센고쿠 시대로 타임 슬립한 파티시엘로 추측되는 여성. 빵을 대접하는 장면이 나옴. 5권부터 등장.
외

## 단행본
- 원작:니시무라 미츠루, 작화:카지카와 타쿠로 《노부나가의 셰프》 호분샤 〈호분샤 코믹스〉, 기간 10권
  1. 2011년 8월 9일 발매 ISBN 978-4-8322-3261-7
  2. 2011년 10월 14일 발매 ISBN 978-4-8322-3269-3
  3. 2012년 2월 16일 발매 ISBN 978-4-8322-3283-9
  4. 2012년 6월 16일 발매 ISBN 978-4-8322-3301-0
  5. 2012년 10월 16일 발매 ISBN 978-4-8322-3325-6
  6. 2013년 1월 16일 발매 ISBN 978-4-8322-3338-6
  7. 2013년 6월 15일 발매 ISBN 978-4-8322-3358-4
  8. 2013년 10월 16일 발매 ISBN 978-4-8322-3376-8
  9. 2014년 2월 15일 발매 ISBN 978-4-8322-3392-8
  10. 2014년 7월 8일 발매 ISBN 978-4-8322-3408-6

## 텔레비전 드라마
TV 아사히 계열에서 두 번에 걸쳐 텔레비전 드라마화되었다. 주연은 타마모리 유타.
제1시리즈 (Part1)
2013년 1월 11일부터 3월 15일까지 TV 아사히의 심야대 드라마 시간대 〈금요 나이트 드라마〉(매주 금요일 23:15 ~ 24:15, JST)로 방송되었다.
제2시리즈 (Part2)
2014년 2월, 드라마 제2시리즈의 제작 결정과 7월 방송 예정을 발표. 5월에는 Part2부터 등장하는 레귤러 출연자와, 방송 시간대가 심야대에서 골든 타임 드라마 시간대인 〈목요 미스터리〉(매주 목요일 19:58 ~ 20:54)로 이동하는 것을 발표했다. 2014년 7월 10일부터 9월 4일까지 방송되었다.

### 캐스트

#### 전 시리즈 공통
- 켄 - 타마모리 유타 (Kis-My-Ft2)
- 오다 노부나가 - 오이카와 미츠히로
- 나츠 - 시다 미라이
- 키노시타 토키치로 히데요시 - 고리 (개러지 세일)
- 카에데 - 아시나 세이
- 켄뇨 - 이치카와 엔노스케
- 이노우에 쿄노스케 - 키타로
- 토쿠가와 이에야스 - 컨닝 타케야마
- 오이치 - 호시노 마리
- 아자이 나가마사 - 카아이 가몬
- 아시카가 요시아키 - 마사나 보쿠조
- 아케치 미츠히데 - 이나가키 고로 (특별 출연)

#### Part1
- 수수께끼의 여자→요코 - 카시이 유우
- 모리 요시나리 - 우카지 타카시
- 모리 란마루 - 나가세 렌 (칸사이 쟈니즈 Jr.)

##### 게스트
- 제1화
  - 루이스 프로이스 - 다니엘 칼
  - 로렌소 료사이 - 카와츠루 아키히로
  - 미하라 - 사카이 토시야 (제2·5화)
- 제2화
  - 키타바타케 토모노리 - 혼다 히로타로
  - 키타바타케 토모후사 - 미카미 켄세이
- 제4화
  - 싱고 - 아이지마 카즈유키
  - 요네 - 나카지마 히로코
  - 고스케 - 히라노 슈토
  - 히코로쿠 - 이와스 토오루
  - 아사쿠라 요시카게 - 이리에 타케시 (Part2 제1·7·최종화)
  - 사카이 타다츠구 - 이케다 마사노리 (Part2 제6화)
- 제5화
  - 챠챠 - 하나다 츠즈미
- 제6화
  - 이마이 소큐 - 와타나베 잇케이
  - 센 노 소에키 - 오오와다 바쿠 (우정 출연)
- 제7화
  - 코가네 하마노스케 - 하마구치 마사루 (요이코)
  - 시모츠마 라이렌 - 미네 란타로 (제8화 ~ 최종화)
- 최종화
  - 오오기마치 천황 - 모리모토 레오 (Part 제7화)

#### Part2
- 타케다 신겐 - 타카시마 마사노부
- 노히메 - 사이토 유키
- 마츠나가 히사히데 - 사사노 타카시
- 시바타 카츠이에 - 데이비드 이토
- 아키야마 노부토모 - 카자마 토오루
- 타케다 카츠요리 - 카쿠 켄토

##### 게스트
- 제1화
  - 카렌 - 사사키 노조미
- 제2화
  - 좌주 - 무사카 나오마사
  - 여자 아이 - 니노미야 아카리
- 제6화
  - 나카네 마사테루 - 진보 사토시
- 제7화
  - 아츠지 사다유키 - 니시오카 토쿠마
  - 아츠지 사다히로 - 센가 켄토 (Kis-My-Ft2)
- 최종화
  - 챠챠 - 엔도 유리나
  - 하츠 - 마츠다 마이

### 스태프
- 원작 - 니시무라 미츠루 《노부나가의 셰프》
- 각본 - 후카사와 마사키 / 쿠라모치 유타카 (Part1)
- 음악 - 이케 요시히로
- 연출 - 카네자키 료스케, 타무라 나오미 / 후지오카 코지로, 하마 타츠야 (Part1) / 이노하라 타츠조 (Part2)
- 주제가
  - Part1 - Kis-My-Ft2 〈My Resistance -확실한 것-〉 (avex trax)
  - Part2 - Kis-My-Ft2 〈Another Future〉 (avex trax)
- 내레이터
  - Part1 - 키노미야 료코
  - Part2 - 스기모토 루미
- 제너럴 프로듀서 - 요코치 이쿠히데 (TV 아사히)
- 프로듀서 - 오오에도 타츠키 (TV 아사히), 시마다 카오루 (토에이)
- 제작 - TV 아사히, 토에이

### 방송 일자

#### Part1
| 각 화                                                       | 방송일          | 부제                                                          | 각본            | 연출            | 시청률 |
| ----------------------------------------------------------- | --------------- | ------------------------------------------------------------- | --------------- | --------------- | ------ |
| 제1화                                                       | 2013년 1월 11일 | 헤이세이의 셰프가 센고쿠 시대로 타임 슬립!?                   | 후카사와 마사키 | 카네자키 료스케 | 11.6%  |
| 제2화                                                       | 1월 18일        | 헤이세이의 셰프가 전장에! 적의 부엌에 잠입                    | 후카사와 마사키 | 카네자키 료스케 | 9.9%   |
| 제3화                                                       | 1월 25일        | 테리야키의 난!! 장군VS헤이세이의 셰프                         | 쿠라모치 유타카 | 타무라 나오미   | 10.1%  |
| 제4화                                                       | 2월 1일         | 이에야스의 배반!? 노부나가의 위기를 튀김으로 구해라!          | 쿠라모치 유타카 | 타무라 나오미   | 11.3%  |
| 제5화                                                       | 2월 8일         | 헤이세이의 셰프가 스파이로!! 노부나가의 여동생을 암살하라!?   | 후카사와 마사키 | 후지오카 코지로 | 10.9%  |
| 제6화                                                       | 2월 15일        | 아네가와의 싸움을 불고기로 승리하라! 최흉의 적 등장!!         | 쿠라모치 유타카 | 후지오카 코지로 | 10.7%  |
| 제7화                                                       | 2월 22일        | 혼노지의 사랑… 아케치 미츠히데와 헤이세이의 연인의 음모!?     | 후카사와 마사키 | 카네자키 료스케 | 11.8%  |
| 제8화                                                       | 3월 1일         | 최종장 〈가장 사랑하는 사람 죽다! 이별의 디너는 초콜릿 요리〉 | 쿠라모치 유타카 | 하마 타츠야     | 10.3%  |
| 최종화                                                      | 3월 15일        | 운명의 요리 대결! 헤이세이에 돌아갈 수 있는 것인가!?          | 후카사와 마사키 | 카네자키 료스케 | 11.0%  |
| 평균 시청률 10.8% (시청률은 칸토 지구·비디오 리서치사 조사) |                 |                                                               |                 |                 |        |

- 최종화는 당초 2013년 3월 8일에 방송될 예정이었지만, 《보도 스테이션》이 프로그램 내에서 《2013 월드 베이스볼 클래식 2차 라운드 일본×대만》 중계를 계속한 관계로 65분 연장이 된 것으로부터, 다음주인 3월 15일에 방송되었다.

#### Part2
| 각 화                                                      | 방송일          | 부제                                                               | 연출            | 시청률 |
| ---------------------------------------------------------- | --------------- | ------------------------------------------------------------------ | --------------- | ------ |
| 제1화                                                      | 2014년 7월 10일 | 헤이세이의 프렌치 셰프가 센고쿠에!? 오다 노부나가 암살을 저지해라! | 타무라 나오미   | 9.7%   |
| 제2화                                                      | 7월 17일        | 히에이산 화공의 진실…헤이세이 미식가가 역사를 움직이다!?           | 타무라 나오미   | 6.1%   |
| 제3화                                                      | 7월 24일        | 노부나가의 셰프 유괴되다! 타케다 신겐이 헤이세이 미식가에게 격노!? | 이노하라 타츠조 | 6.9%   |
| 제4화                                                      | 7월 31일        | 헤이세이의 요리사가 타케다 신겐을 독살!?                           | 이노하라 타츠조 | 7.1%   |
| 제5화                                                      | 8월 7일         | 안녕 타케다 신겐…최후의 만찬!!                                     | 이노하라 타츠조 | 5.6%   |
| 제6화                                                      | 8월 14일        | 이에야스 최대의 위기! 헤이세이의 수프로 구해라                     | 타무라 나오미   | 7.4%   |
| 제7화                                                      | 8월 28일        | 최종장! 쿠와즈기라이 구르메로 무로마치 막부를 쓰러뜨려라!!         | 카네자키 료스케 | 6.4%   |
| 최종화                                                     | 9월 4일         | 안녕 헤이세이의 셰프! 추억의 요리로 오이치를 구해라!!              | 카네자키 료스케 | 6.8%   |
| 평균 시청률 7.3% (시청률은 칸토 지구·비디오 리서치사 조사) |                 |                                                                    |                 |        |

- 8월 21일은 《판파시 수영》 중계 때문에 휴지.

| TV 아사히 계열 금요 나이트 드라마 | TV 아사히 계열 금요 나이트 드라마       | TV 아사히 계열 금요 나이트 드라마 |
| 이전 작품                         | 작품명                                  | 다음 작품                         |
| --------------------------------- | --------------------------------------- | --------------------------------- |
| 익명탐정 (2012.10.12 ~ 2012.12.7) | 노부나가의 셰프 (2013.1.11 ~ 2013.3.15) | 날씨 언니 (2013.4.12 ~ 2013.6.7)  |

| TV 아사히 계열 목요 19:58 ~ 20:54 시간대                                        | TV 아사히 계열 목요 19:58 ~ 20:54 시간대     | TV 아사히 계열 목요 19:58 ~ 20:54 시간대                                |
| 이전 작품                                                                       | 작품명                                       | 다음 작품                                                               |
| ------------------------------------------------------------------------------- | -------------------------------------------- | ----------------------------------------------------------------------- |
| 형사 110킬로 제2시리즈 【여기까지 목요 미스터리 시간대】 (2014.4.17 ~ 2014.6.5) | 노부나가의 셰프 Part2 (2014.7.10 ~ 2014.9.4) | 과수연의 여자 제14시리즈 【여기부터 목요 미스터리 시간대】 (2014.10 ~ ) |